# Egbert Meyers
Egbert Meyers (Grolloo, 15 juni 1948) is een Drentse zanger, tekstschrijver en producent.

## Leven en werk
Aanvankelijk maakte en zong Meyers countrymuziek en bluegrass. In de jaren 60 volgde hij de Famous Artist Course en de middelbare school. Daarna volgden opleidingen aan de ASCA Groningen Inrichtingswerk en IBW Management. Sinds de tachtiger jaren van de 20e eeuw schrijft en zingt hij voornamelijk liedjes in zijn streektaal, het Drents. Na optredens in Texas, Florida, Alabama en Tennessee, in 2004, 2005, 2007, 2009 en 2010 heeft hij een Engelstalige cd Bluebonnet Blues uitgebracht, geïnspireerd door de zanger/tekstschrijver Mickey Newbury met onder meer vertaald werk van zijn oude teksten. In 2006 richtte hij de Stichting Drentse Muziek Maatschappij (SDMM) op, waarvan hij tevens voorzitter is. Hij produceerde drie cd’s voor de SDMM met nieuw Drentstalig werk van nieuwe liedjesmakers en zangers. In 2012 verscheen de dvd Song to the Legend, een ode aan zijn overleden vriend Harry 'Cuby’ Muskee. In 2012 verscheen de dvd Ode an de Ao, uitgebracht door het Nationaal Park en Landschap Drentsche Aa, ter gelegenheid van het 10-jarig bestaan. In deze productie is door de filmers Henk Bos en Janetta Veenhoven gebruikgemaakt van de symfonische muziek die Meyers in 2011 produceerde met de componisten Erwin Budike en Kees Hendriks.
Ook nam hij het initiatief voor de Drentstalige productie De Drentse Bluesopera die in 2011 werd uitgevoerd door de Peergroup. Hij bedacht met regisseur Tom de Ket de thematiek, schreef onder meer de liedteksten en vertaalde en bewerkte het Drentstalig script. De Drentse Bluesopera werd als eerste Drentstalige productie eenmalig in het Koninklijk Theater Carré opgevoerd in 2011.
Naast zanger was Meyers streektaalfunctionaris van de stichting "Drentse Taol" en programmamaker/presentator van RTV Drenthe. In 1982 richtte hij het Bluegrass- en Oldtime-festival Big Bear op, samen met Rienk Janssen van Strictly Country Records. In 1995 organiseerde hij het Muzem!-festival van streektaalmuziek in Emmen. Daar liet hij o.a. SKIK debuteren. Hij legde voor de band contact met de Silvox Studio in Bontebrug, wat leidde tot de debuut-cd. In 2011 maakte hij de symfonie "Ode an de Ao", geïnspireerd op het stroomlandschap van de Drentsche Aa. In samenwerking met de stichting FestiValderAa realiseerde hij in 2015 in Schipborg de uitvoering van de symfonie Ode an de Ao als afsluiting van de Week van de Drentsche Aa, onder auspiciën van de door hem opgerichte stichting Ode an de Ao. Hij werd gevraagd als ambassadeur van het Nationaal Park & Landschap Drentsche Aa. Ook is hij jurylid van de Dagblad van het Noorden-prijs voor de streektaalcultuur.
Op verzoek van Eric van Oosterhout, burgemeester van Aa en Hunze, schreef hij een lied ter inspiratie voor koning Willem-Alexander. Meyers zong het lied Laand van de Keuning Blues voor het koningspaar, tijdens het bezoek van de koning en de koningin aan Drenthe op 28 mei 2013. Zijn in 2014 verschenen boek "Flint, zwerver uit de oertijd" is de weerslag van het resultaat van zijn onderzoek naar het gebruik van veldkeien 'flinten' in Drenthe. In 2015 startte hij met een land art-project dat de geologische geschiedenis van Drenthe symboliseert.
In maart 2015 ging zijn theaterprogramma Grolloo Blues in première. Een muzikale vertelling met beelden en begeleiding door Joost van Es op viool en mandoline en Bart de Win op piano, Wurlitzer en accordeon.
Vanaf 2015 manifesteert hij zich meer als kunstenaar en ontwerper. Hij ontwerpt een landartmonument dat de geologische geschiedenis van Drenthe symboliseert, genaamd Flintenwaand. Hiervoor werkt hij samen met Staatsbosbeheer, Provincie Drenthe, gemeente Aa en Hunze en Geopark de Hondsrug. Het monument is gepland bij in het staatsbos 't Nije Hemelriek te Gasselte.
In 2017 won hij met zijn ontwerp Crossroad Blues de provinciale prijsvraag voor de verkeersrotonde bij Grolloo. Het ontwerp werd in 2018 uitgevoerd.
In 2018 werkt hij in samenwerking met Staatsbosbeheer beheerseenheid Midden Drenthe met internationale vrijwilligers (SIW) aan een ontwerp TIJDRUITER, dat de veranderingen in landschap en klimaat duidt.
In mei 2024 verzorgde hij zijn laatste optreden.

## Discografie

### Albums
- Tweiduuster (lp 1988)
- Waorum de Wereld Braandt (cd 1995)
- Dreuge Dunder (cd 2001)
- Bluebonnet Blues (cd 2007)
- Nothin' Niks, Neat, Niks (cd 2007)
- Hondsrug Sessies (Dubbel cd 2009)
- De Drentse Bluesopera (cd 2011)
- Song to The Legend (dvd 2012)
- Ode an de Ao (dvd 2012)

Verder een aantal verzamelalbums met zijn werk.